# Struttura di spin
In matematica, e in particolare in geometria differenziale, una struttura di spin definita su una varietà riemanniana orientabile (M, g) consente di definire i fibrati spinoriali associati, dando origine alla nozione di campo spinoriale.
Le strutture di spin hanno ampie applicazioni in fisica matematica, in particolare nella teoria quantistica dei campi in cui sono un ingrediente essenziale nella definizione di qualsiasi teoria con fermioni privi di carica. Sono anche di interesse puramente matematico in geometria differenziale, topologia algebrica e K-teoria. Costituiscono le basi per la geometria di spin.

## Introduzione
In geometria differenziale e nella teoria dei campi, i matematici si chiedono se su una determinata varietà riemanniana orientata (M,g) sia possibile definire dei campi spinoriali. Un metodo per affrontare questo problema è richiedere che M abbia una struttura di spin. Ciò non è sempre possibile poiché esiste potenzialmente una ostruzione topologica all'esistenza di strutture di spin. Le strutture di spin esistono se e solo se la seconda classe di Stiefel-Whitney w2(M) ∈ H2(M, Z2) di M si annulla. Inoltre, se w2(M) = 0, allora sull'insieme delle classi di isomorfismo delle strutture di spin su M agisce liberamente e transitivamente H1(M, Z2). Poiché si presume che la varietà M sia orientata, anche la prima classe di Stiefel–Whitney w1(M) ∈ H1(M, Z2) di M risulta nulla. (Le classi di Stiefel–Whitney wi(M) ∈ Hi(M, Z2) di una varietà differenziabile M sono definite come le classi Stiefel–Whitney del suo fibrato tangente TM.)
Il fibrato spinoriale πS: S → M su M è quindi definito come il fibrato vettoriale (complesso) associato al corrispondente fibrato principale πP: P → M dei riferimenti spinoriali su M attraverso una rappresentazione del suo gruppo di struttura Spin(n) sullo spazio di spinori Δn. Il fibrato S è detto fibrato di spinori per una data struttura di spin definita sulla varietà di base M.
Una definizione precisa di struttura di spin su una varietà differenziabile fu resa possibile solo dopo l'introduzione della nozione di fibrato; André Haefliger (1956) scoprì per primo l'ostruzione topologica all'esistenza di una struttura di spin su una varietà riemanniana orientabile e Max Karoubi (1968) estese questo risultato al caso di una varietà pseudo-riemanniana non orientabile.

## Struttura di spin su una varietà riemanniana

### Definizione
Una struttura di spin su una varietà riemanniana orientabile (M,g) è un rivestimento equivariante del fibrato dei riferimenti lineari orientati FSO(M) → M associato al rivestimento a due fogli ρ: Spin(n) → SO(n). In altre parole, una coppia (P,FP) è una struttura di spin sul fibrato principale π: FSO(M) → M se vale
a) πP: P → M è un fibrato principale su M e gruppo di struttura Spin(n),
b) FP: P → FSO(M) è un rivestimento a due fogli tale che
{\displaystyle \pi \circ F_{\mathbf {P} }=\pi _{\mathbf {P} }} e FP(p q) = FP(p)ρ(q) per ogni p ∈ P e q ∈ Spin(n).
Il fibrato principale πP: P → M è anche detto fibrato dei riferimenti spinoriali su M.
Due strutture di spin (P1, FP1) e (P2, FP2) definite su una medesima varietà riemanniana orientata (M,g) si dicono equivalenti se esiste una applicazione differenziabile Spin(n)-equivariante f: P1 → P2 tale che
{\displaystyle F_{\mathbf {P} _{2}}\circ f=F_{\mathbf {P} _{1}}} and f(p q) = f(p)q per ogni {\displaystyle {\mathbf {p} }\in {\mathbf {P} _{1}}} e q ∈ Spin(n).
Ovviamente, in questo caso {\displaystyle F_{\mathbf {P} _{1}}} e {\displaystyle F_{\mathbf {P} _{2}}} sono due rivestimenti a due fogli del SO(n)-fibrato dei riferimenti lineari orientati FSO(M) → M della varietà riemanniana (M,g) assegnata.
Questa definizione di struttura di spin sulla varietà (M,g) intesa come struttura di spin sul fibrato principale FSO(M) → M si deve al matematico André Haefliger (1956).

### Ostruzione
André Haefliger ha trovato le condizioni necessarie e sufficienti per l'esistenza di una struttura di spin su una varietà riemanniana orientata (M,g). L'ostruzione ad avere una struttura di spin è un certo elemento [k] di H2(M, Z2) . Per una struttura di spin la classe [k] è la seconda classe di Stiefel-Whitney w2(M) ∈ H2(M, Z2) di M.  Quindi, una struttura di spin esiste se e solo se la seconda classe di Stiefel-Whitney w2(M) ∈ H2(M, Z2) di M è nulla.